# Johny Lahure
Johny Lahure (ur. 24 marca 1942 w Niederkorn, zm. 23 listopada 2003) – luksemburski polityk i związkowiec, działacz Luksemburskiej Socjalistycznej Partii Robotniczej (LSAP), w latach 1989–1998 minister.

## Życiorys
Długoletni działacz związkowy, pełnił funkcję sekretarza związku zawodowego, był redaktorem naczelnym periodyku związkowego „Arbecht”. W latach 1974–1984 wchodził w skład Rady Stanu, organu pełniącego funkcje doradcze. Związany z Luksemburską Socjalistyczną Partią Robotniczą. Był członkiem rządów, którymi kierowali premierzy Jacques Santer i Jean-Claude Juncker. W 1984 został sekretarzem stanu do spraw gospodarki, a w 1988 dodatkowo sekretarzem stanu do spraw zdrowia. Następnie pełnił funkcje ministra zdrowia (1989–1998), ministra zabezpieczenia społecznego (1989–1994), ministra kultury fizycznej i sportu (1989–1994), ministra do spraw młodzieży (1989–1994) i ministra środowiska (1994–1998). Z ramienia UE w 1997 prowadził rozmowy skutkujące wynegocjowaniem protokołu z Kioto. Odszedł z gabinetu, przyjmując odpowiedzialność polityczną za nieprawidłowości w resorcie zdrowia. Od 1999 był komisarzem luksemburskiego rządu do spraw Expo 2000.